# Eleições parlamentares no Tajiquistão em 1995
As eleições parlamentares no Tajiquistão foram realizadas em 26 de fevereiro de 1995, com um segundo turno em 20 dos 181 círculos eleitorais em 12 de março. Um total de 354 candidatos concorreram às 181 cadeiras, embora 40% tenham sido conquistados incontestáveis. O Partido Comunista do Tajiquistão permaneceu como o maior partido, embora os independentes tenham conquistado a maioria dos assentos. A participação dos eleitores foi de 84,0%.

## Resultados
| Partido                                   | Votos     | %    | Assentos |
| ----------------------------------------- | --------- | ---- | -------- |
| Independentes                             |           | 62.4 | 113      |
| Partido Comunista                         |           | 33.1 | 60       |
| Partido Democrático Popular               |           | 2.7  | 5        |
| Partido da Unidade Popular                |           | 1.1  | 2        |
| Partido da Renovação Econômica e Política |           | 0.5  | 1        |
| Votos inválidos/em branco                 |           | –    | –        |
| Total                                     | 2,254,560 | 100  | 181      |
| Fonte: Nohlen et al.                      |           |      |          |